# Letnica (Gdańsk)
Letnica (Lewen Thal, Lowenthal, Lówenthal, niem. Lauenthal, nazywana też Letniewo) – dzielnica administracyjna Gdańska o charakterze mieszkaniowo-przemysłowym, położona w północnej części miasta nad Martwą Wisłą.

## Położenie
Letnica leży nad zachodnim brzegiem Martwej Wisły oraz jej dopływem Strzyżą.
Letnica jest zlokalizowana na Pobrzeżu Kaszubskim, na prawie płaskiej nizinie, wznoszącej się do 3,8 m n.p.m. Na stosunkowo niewielkiej głębokości znajdują się wody gruntowe i występują problemy ze stanem środowiska naturalnego, co wynika z otoczenia terenami przemysłowymi. Dodatkowo duża wilgotność powietrza i niska średnia prędkość wiatru (około 4 m/sek) sprzyjają koncentracji zanieczyszczeń i ich długotrwałemu utrzymywaniu się. W miejscowym planie zagospodarowania przestrzennego obowiązującym w roku 2007 obszar ten określono jako teren o charakterze przemysłowym. W MPZP z roku 2012 północną część dzielnicy przeznaczono do zabudowy mieszkalnej i usługowej.
Pod względem administracyjnym Letnica sąsiaduje z następującymi dzielnicami:
- od północy - Brzeźno i Nowy Port
- od południa - Młyniska
- od wschodu- Przeróbka
- od zachodu - Wrzeszcz Dolny

Letnica posiada radę dzielnicy.

## Historia

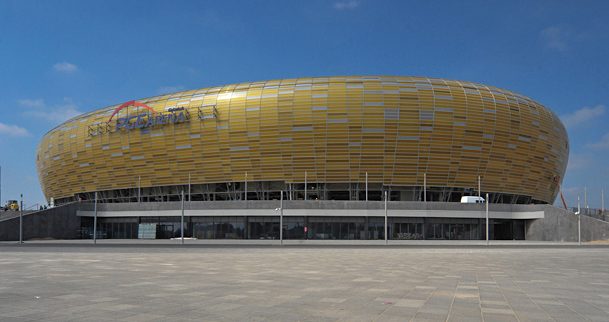
Stadion w Letnicy

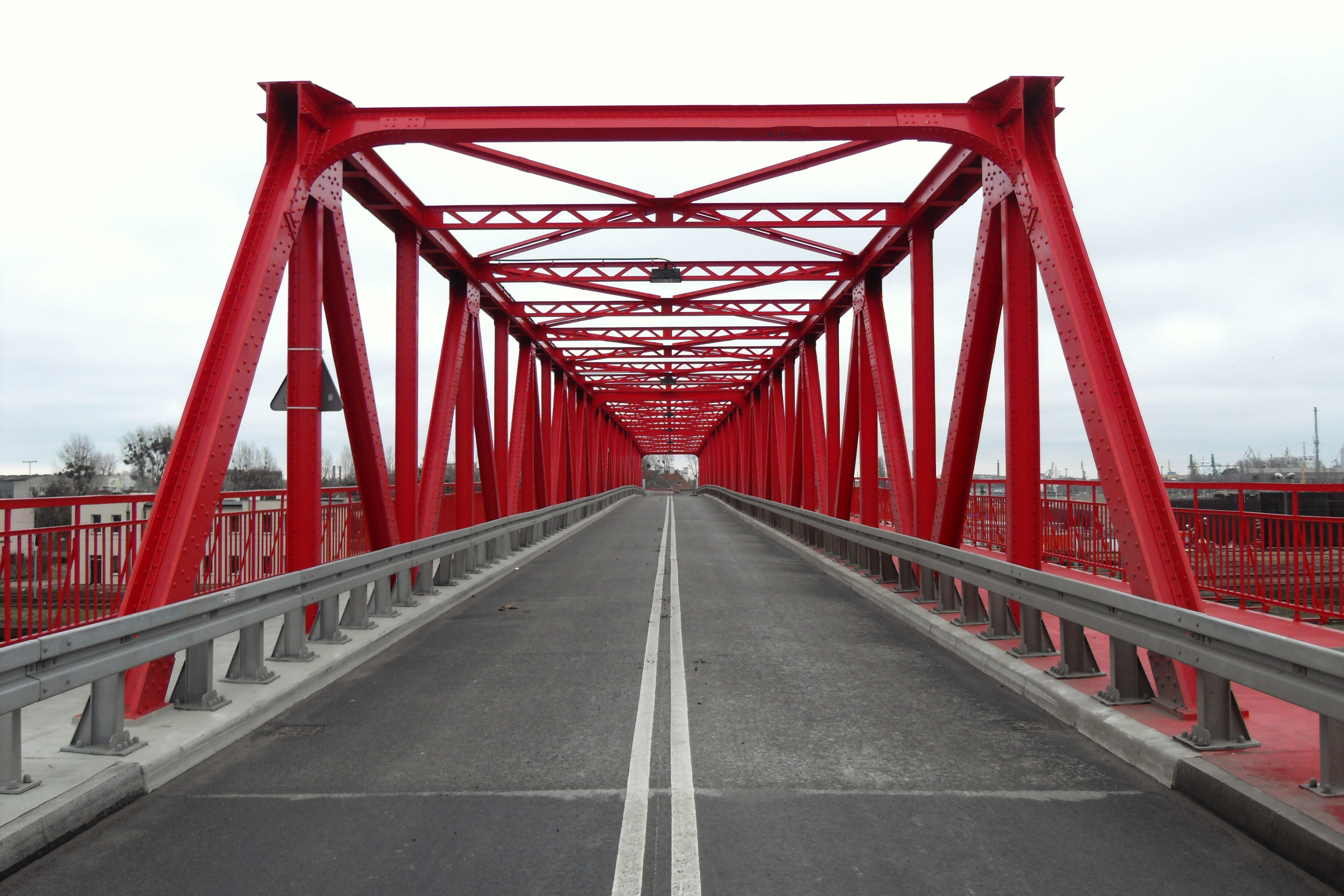
Czerwony wiadukt
w ciągu ulicy Uczniowskiej

Do 1772 Letnica należała do klasztoru oliwskiego. Od najdawniejszych czasów losy Letnicy były związane z jeziorem Zaspa. Pierwsza wzmianka o jeziorze Zaspa pochodzi z 1238, od 1245 klasztor utrzymywał na nim stację rybacką. Od 1591 okolicę tę nazywano Gburowem (Burau).
W 1728 mieszkańcy Letnicy uzyskali zgodę na „warzenie piwa i palenie gorzałki na domowy użytek”.
W 1734 dwór w Letniewie został spalony przez oblegających Gdańsk Rosjan. W tym okresie na mapach i dokumentach Letnica występowała jako Lewen Thal, Lowenthal lub Löwenthal, później utarł się zapis Lauental.
Po I rozbiorze Polski w 1772 i zajęciu okolic Gdańska przez Prusy, posiadłości klasztorne przeszły pod zarząd państwowy. Nastąpił spadek zaludnienia. W 1789 znajdowały się tu tylko 2 domy. Po wojnach napoleońskich w 1820 mieszkało tu 11 osób. W 1821 zaczęła się komasacja gruntów. W 1821 po raz ostatni Letnica wystąpiła pod nazwą Gburowa.
W latach 1803–1805 została zbudowana (na zlecenie kupca Broschkego) wzdłuż Martwej Wisły ważna ulica o znaczeniu portowo-przemysłowym, ul. Wiślna (Broschkischerweg).
W 1833 umocniona została droga z Gdańska do Brzeźna, prowadząca przez Letnicę (obecny ciąg ul. Wielopole, ul. Starowiejskiej i ul. Letnickiej). Do II wojny światowej na całej długości nosiła nazwę ul. Letnickiej (Lauentaler Weg). W 1867 uruchomiona została kolej do Nowego Portu (linia kolejowa nr 249). W 1869 ulokowano w Letnicy Inspektorat Rybołówstwa. Tereny stały się atrakcyjne dla przemysłu. W latach 1871–1873 przy ul. Wielopole powstała fabryka nawozów fosforowych. Zbudowane zostało również osiedle robotnicze, które w 1880 zajmowało powierzchnię 78 ha.
Powstała charakterystyczna, wachlarzowata siatka ulic, których nazwy wiązały się z powstającymi zakładami przemysłowymi. Ul. Niecała nazwana została ul. Huty Marii (Marienhüttenweg) – od huty i walcowni stali „Maria” między Brzeźnem a Letnicą, czynnej w latach 1872-1876. Również od tej huty pochodzą nazwy ul. Żelaznej (Eisenweg) i ul. Stalowej (Stahlweg). Nazwy ul. Śrubowej (Schraubenweg) i Nitowej (Nietenweg) pochodziły od założonej w 1901 na Młyniskach (w rejonie ul. Załogowej) fabryki śrub i nitów, której pracownicy także mieszkali w Letnicy. Fabryka była czynna do II wojny światowej, a po wojnie ulice przemianowano na Sielską i Suchą. Zachowana na całej długości nazwa ul. Szklana Huta (Glashüttenweg) jest pozostałością po czynnej od 1886 wytwórni butelek i gąsiorów nad Martwą Wisłą. Ul. Uczniowska do 1945 nosiła nazwę ul. Redewka (Redewkaweg), pochodzącą od nazwy strumyka wypływającego z Lasów Oliwskich, którego śladem jest równoległy do tej ulicy rów na terenie ogródków działkowych.
Od końca XIX wieku nad brzegiem Martwej Wisły, wzdłuż ul. Wiślnej (w okolicach obecnego Nabrzeża Wiślanego) funkcjonował Dworzec Wiślany.

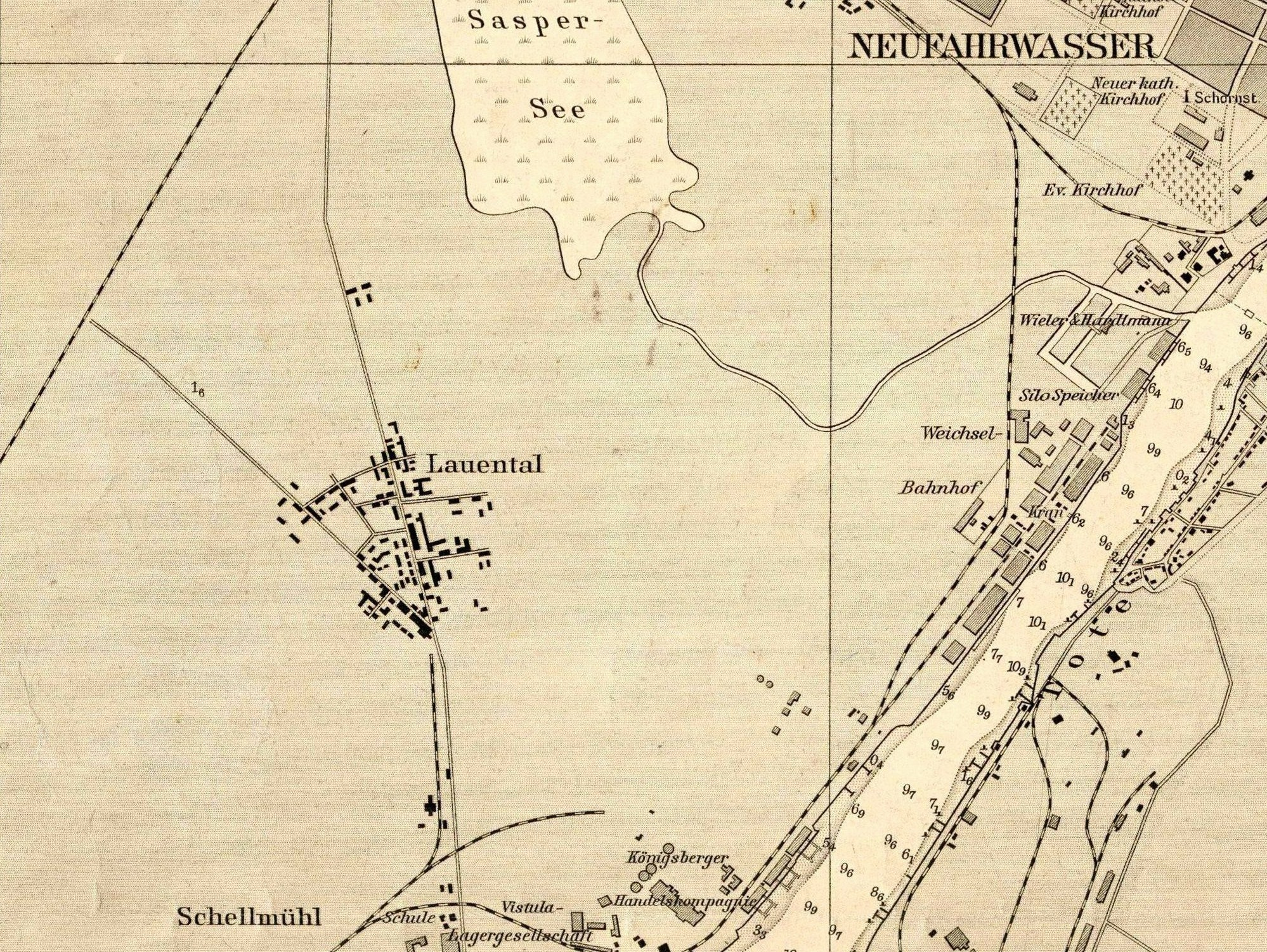
Letnica, Martwa Wisła i Dworzec Wiślany na mapie z 1909

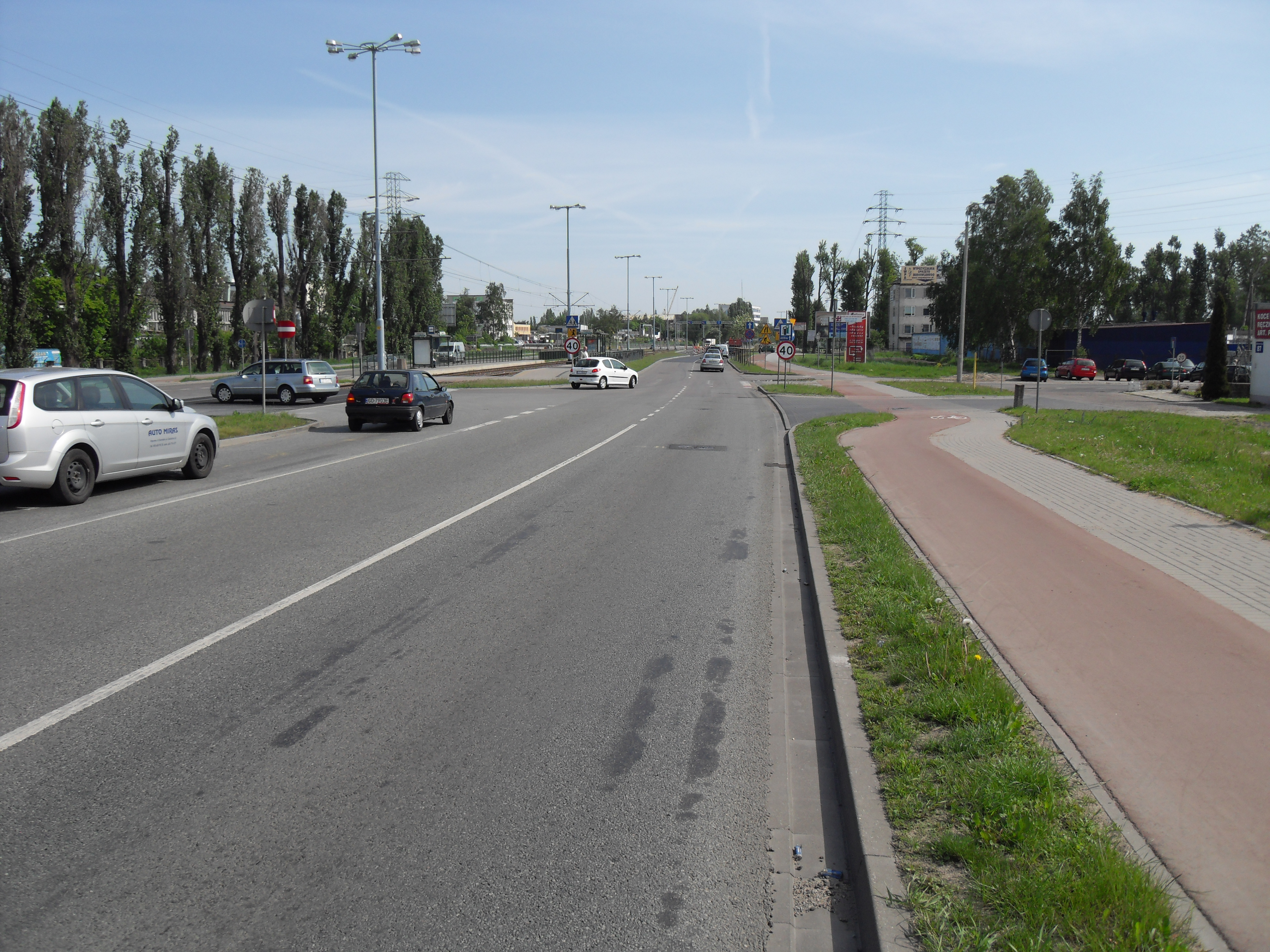
Ul. Marynarki Polskiej w Letnicy

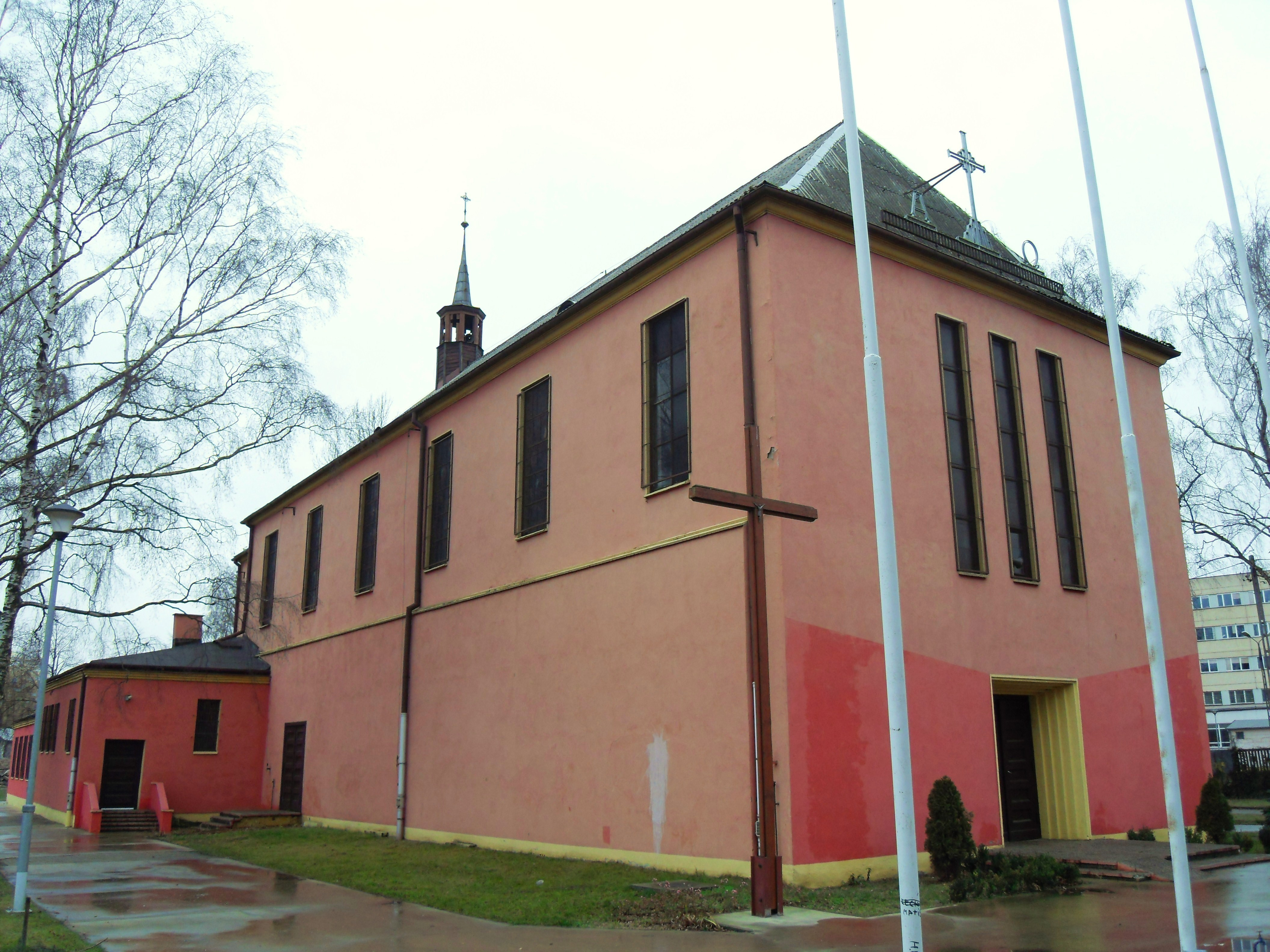
Kościół św. Anny i Joachima

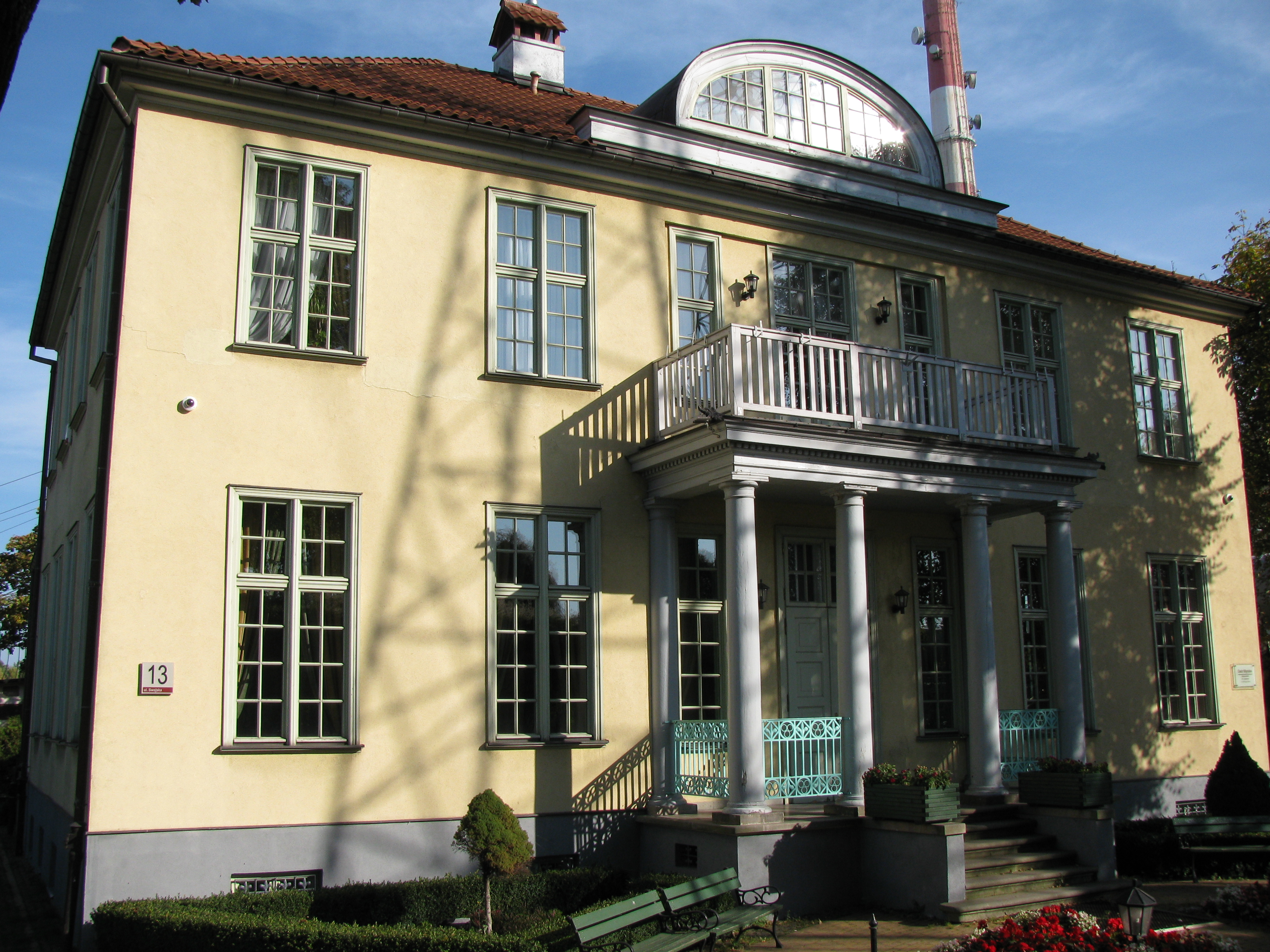
Dwór Młyniska

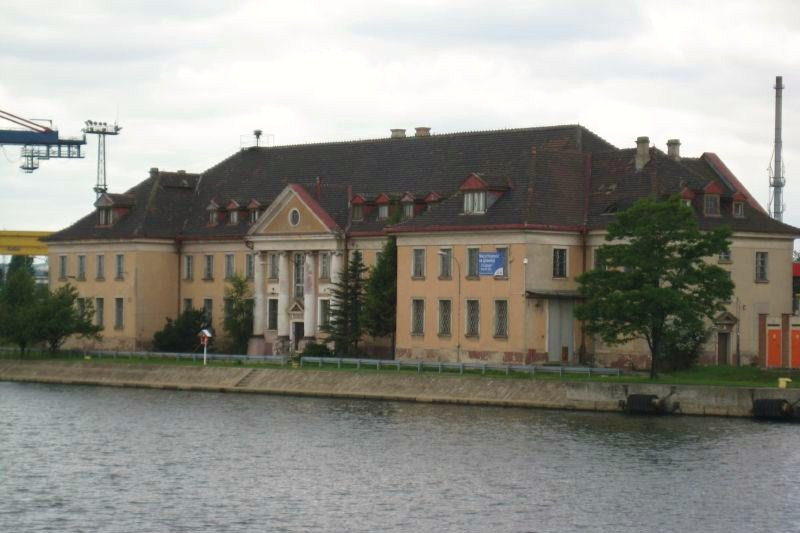
Dawna Poczta Morska

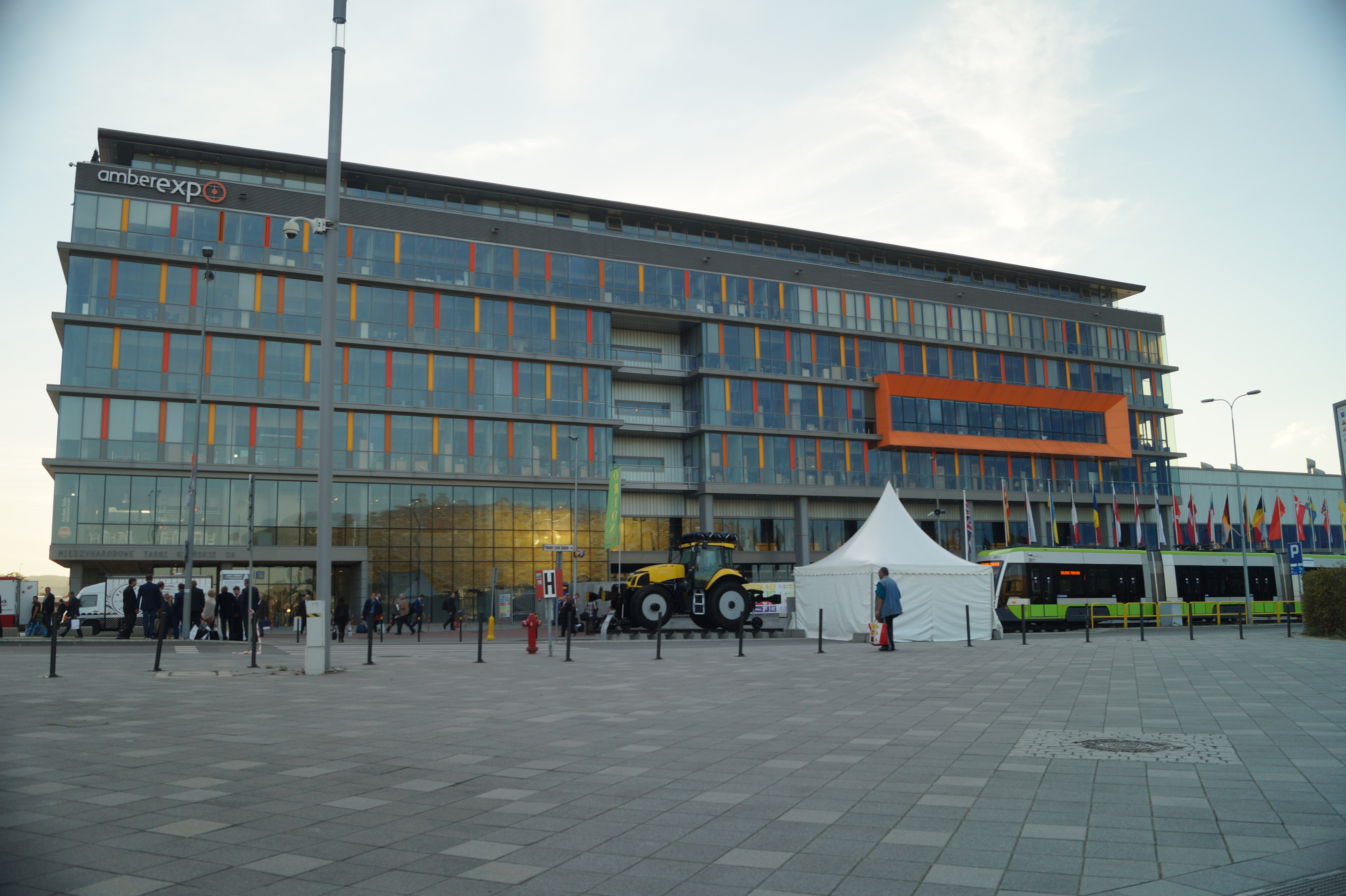
AmberExpo

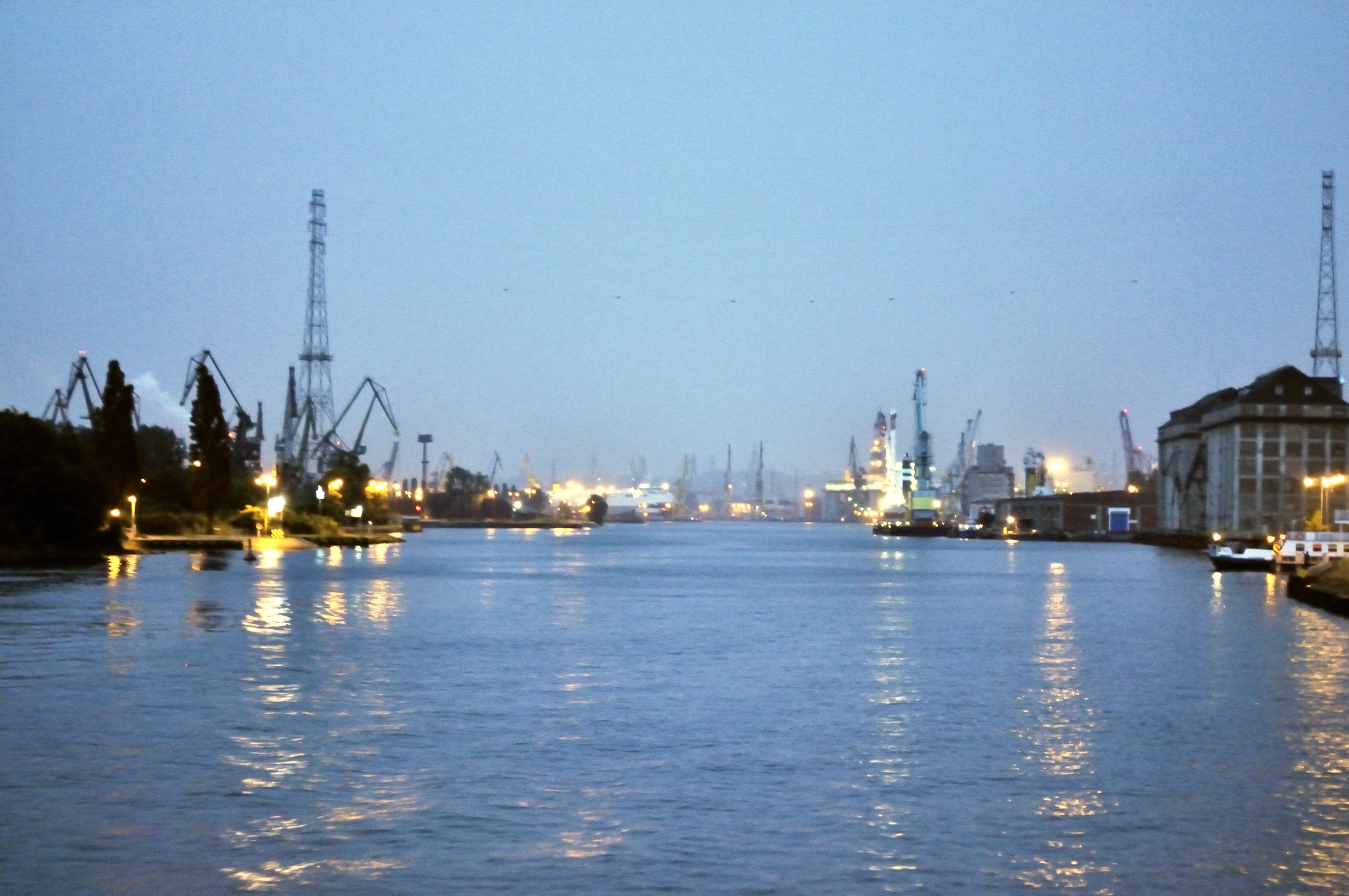
Martwa Wisła, po prawej Letnica

We wrześniu 1900 została uruchomiona linia tramwaju elektrycznego z Nowego Portu, przez Nabrzeże Wiślane, do
Śródmieścia. W 1906 została otwarta szkoła przy ul. Uczniowskiej. W latach 1913–1914 została zbudowana wielka stacja rozrządowa Gdańsk Zaspa Towarowa. W 1927 powstał przy ul. Wiślnej gmach Urzędu Pocztowo-Telegraficznego Gdańsk 3, tzw. Poczta Morska (Poczty Polskiej w Wolnym Mieście Gdańsku). W 1929 wybudowano ul. Pawła Benekego (Paul-Beneke-Weg) z linią tramwajową, obecna ul. Marynarki Polskiej. Letnica zyskała dzięki temu bezpośrednie połączenie tramwajowe z Gdańskiem. Dwutorowa linia tramwaju została umieszczona między jezdniami. Po otwarciu nowej trasy została zlikwidowana trasa wzdłuż nabrzeża portowego, obok Dworca Wiślanego. W latach 1932–1933 został zbudowany kościół św. Anny i Joachima przy ul. Suchej. W 1933 założono osiedla Żeńcy, Gwiazda Morza i Zieleniec. W 1935 Polacy otrzymali ochronkę umieszczoną przy ul. Uczniowskiej 41. Starsze dzieci chodziły do „szkoły senackiej” przy ul. Gdańskiej lub jeździły do jednej ze szkół Macierzy Szkolnej.
Dzielnica nie była zamożna. Ponad połowa mieszkań miała tylko jeden pokój z kuchnią, a dachy domów były z reguły pokryte papą.
Po II wojnie światowej władze Gdańska umieszczały w Letnicy lokatorów nie płacących czynszu i eksmitowanych, co spowodowało degradację dzielnicy. Dodatkowo po wojnie zaczęła się degradacja i likwidacja jeziora Zaspa, które zmieniono na składowisko popiołu i żużla Elektrociepłowni Gdańskiej. Powierzchnia składowiska wynosi ponad 30 ha.
W 2010 rozpoczęła się rewitalizacja dzielnicy. Do rozpoczęcia rewitalizacji ponad 60% budynków pochodziło sprzed 1918, a około 30% powstało w latach 1918-1944. Budynki te były pozbawione kanalizacji sieciowej i tylko 4% z nich posiadały kanalizację lokalną. Nie było sieci gazowej i sieci centralnego ogrzewania. Tylko 25% mieszkań posiadało WC, a około 17% łazienkę i ciepłą wodę.
W 2019, w związku z planowanymi inwestycjami mieszkaniowymi, przystąpiono do budowy ul. Letnickiej.

## Transport
Przez Letnicę przebiega ulica Marynarki Polskiej, będąca częścią drogi krajowej nr 91. Znajduje się na niej torowisko tramwajowe. 
Na terenie osiedla znajduje się również stacja towarowa Gdańsk Zaspa Towarowa z nieczynnym peronem SKM. W 2012 otwarto przystanek kolejowy Gdańsk Stadion Expo, przeznaczony do obsługi Międzynarodowych Targów Gdańskich oraz stadionu piłkarskiego. Odbywa się z niego okazjonalny ruch pociągów SKM.

## Inne obiekty
- Elektrociepłownia Gdańska (Ec2)
- AmberExpo
- Zabytkowy Dwór Młyniska[18][19] (koniec XVIII wieku / 1 poł. XIX wieku[20])
- „Czerwony wiadukt” na granicy z Wrzeszczem[21]
- „Droga Zielona”, a dokładniej jej część, czyli nowy wiadukt zbudowany obok „Czerwonego wiaduktu”
- Odcinek tunelowy Trasy Słowackiego, Tunel pod Martwą Wisłą, połączony z ulicą Marynarki Polskiej rondem im. Tadeusza Mazowieckiego

## Rada Dzielnicy

### Kadencja 2024–2029[22][23][24][25]
- Przewodnicząca Zarządu Dzielnicy 
  - Elżbieta Strzelczyk
- Przewodniczący Rady Dzielnicy 
  - Sebastian Piasecki

### Kadencja 2019–2024[26][27]
- Przewodnicząca Zarządu Dzielnicy 
  - Marzena Kolmer
- Przewodnicząca Rady Dzielnicy 
  - Katarzyna Kozicińska

### Kadencja 2015–2019[28]
- Przewodniczący Zarządu Dzielnicy 
  - Andrzej Baj
- Przewodniczący Rady Dzielnicy 
  - Dariusz Koziciński

### Kadencja 2011–2015[29][30]
do 1 czerwca 2014 jako Rada Osiedla
- Przewodniczący Zarządu Dzielnicy 
  - Łukasz Słodzinka
- Przewodniczący Rady Dzielnicy 
  - Henryk Haak